# Підзамче (Львів)
Підза́мче (або Жовківське передмістя) — історична дільниця Львова в західній і північній околиці Високого замку. У XIII—XIV ст. в її межах сформувався центр княжого міста (поділ). У XIV—XVIII ст. його територію виведено за межі дії магдебурзького права і організовано Старостинську юридику. 1772 року виділена в окреме Жовківське передмістя. Після будівництва залізничної станції та вокзалу «Підзамче», ця назва поширилася і на довколишні квартали, розташовані на північний схід від давнього центру Львова.
У другій половині XIX ст. Жовківське передмістя розрослося в північному-східному напрямку. Зі заходу було обмежене річкою Полтвою, що протікала в околиці нинішнього проспекту Чорновола, з півночі — її притокою Замарстинівкою (уздовж нинішніх вулиць Хімічної, Дашкевича, кінцевого відтинку Жовківської і далі на північний схід до перетину Промислової та Липинського), зі сходу — вулицею Богдана Хмельницького, з півдня прилягала до масиву Високого Замку і Кайзервальду. Дільниця межувала зі заходу з Янівським передмістям, з півночі — зі Замарстиновом і Збоїщами, зі сходу — зі Знесінням, з півдня — зі Середмістям.
Нині розташована в межах Шевченківського району Львова.

## Назва
Назва Підзамче фігурує у Наукових розвідках Івана Крип'якевича про одного із першого східнослов'янського друкаря Івана Федорова, де вказано, що «український першодрукар Іван Федорів з Підзамче» був похований у 1583 в монастирі Св. Онуфрія у Львові. (с. 533—534, 541, 542). 
В книзі «Історія Львова Короткий нарис» видавництва 1956 року Львівського державного університету ім. Франка зазначається що «Іван Федорів приїхав до Львова та поселився на Підзамче на прикінці 1572, початку 1573 років».
У XIX ст. квартали в межах нинішніх вулиць Жовківської, Донецької та Промислової називали Гаврилівкою (Ґабрієлівкою) — назва походить від родини Ґабрієллі, багатих міщан, які мали тут фільварок у XVII ст. Перші маршрути трамваїв мали окремі зупинки «Габрієлівка» та «Підзамче» що має закарбовано на схемах трамвайних ліній 1911р:

У радянський період місцевість на перетині вулиць Богдана Хмельницького та Волинської іменувалася Рогачкою. Тоді ж стосовно найдавнішої частини Підзамча позаду нинішнього ринку «Добробут» побутував топонім Бомба.

## Княже місто
Найдавніший міський осередок (поділ) виник у середині XIII ст. попід Високим замком обіч давнього торгового тракту, який пролягав з Галича на Волинь (Волинський шлях), і на цьому відтинку проходив правим берегом Полтвою між річкою і Високим замком. 
Формування древнього  міста Львова відбувалось довколо Волинського Шляху (теперішня вул.Б.Хмельницького).
Ядром стала торгова площа (згодом названа Старий Ринок). Вона розташовувалася не на однойменній площі, як тепер, а північніше на місці нинішнього кварталу поміж церквою Миколая і костелом Івана Хрестителя, що їх  традиція пов'язує з князем Левом і його дружиною Констанцією. Навколо виникають православні церкви Теодора (на однойменній площі), Воскресіння (біля перетину вулиць Замарстинівської і Долинського), Параскеви П'ятниці, Онуфріївський монастир і можливо монастир Михаїла. Переважало руське населення. Також сюди була спрямована німецька і єврейська колонізація з Центральної Европи, інших реґіонів, оскільки Лев після 1270 прагнув швидко розбудувати свою столицю; із цим пов'язане виникнення найстаріших парафіяльних храмів національних громад — німецького костелу Марії Сніжної, Великої синагоги передмістя (обіч нинішнього ринку Добробут), вірменської церкви Анни (імовірно на вулиці Богдана Хмельницького, 42), можливо караїмської кенаси й татарської мечеті.
Німецька громада, котра зосереджувалася навколо костелу Марії Сніжної, функціонувала на основі тогочасного магдебурзького права (неповного, у формі війтівства) вже наприкінці XIII ст., коли її очолив війт Бертольд Штехер. За припущеннями Костя Присяжного, південна межа німецького кварталу сягала території нинішнього Середмістя, на що зокрема вказує асиметричне розташування вулиці Вірменської стосовно регулярної планувальної системи нового центру.
Північною межею міста був потік Замарстинівка, на якому вже наприкінці XIII ст. стояв млин Бертольда Штехера; ця місцевість іменувалася «Сільський кут», звідси починався майбутній Замарстинів.

## Краківське замкове передмістя
Після захоплення у 1349 Львова Казимиром Великим територію Підзамча виведено за межі дії маґдебурзького права і організовано окрему адміністративну одиницю — Старостинську юридику, підпорядковану львівським королівським старостам, котрі репрезентували королівську владу. Таким чином, русинів, які чисельно переважали в місті, на цій дільниці позбавили переваг, які давало маґдебурзьке право, і вони далі керувалися традиційним руським правом. Львівські старости резидували в Низькому замку, так само їм підпорядковувався гарнізон Високого замку, тому ця дільниця упродовж XIV—XVIII ст. іменувалася Краківським замковим передмістям (Краківським королівським передмістям). Її південна межа зі західного боку стабілізувался по лінії Високого муру і Краківської брами (в районі нинішніх площ Ярослава Осмомисла, Данила Галицького і вулиці Гонти) і далі до Високого Замку.
Подальше заселення відбувалося на схід уздовж Волинського шляху, де виникають нові православні церкви — Спаса (XV ст.), Введення (1591; у кварталі між Замарстинівською, Долинського і Гайдамацькою), Івана Богослова з чоловічим монастирем (бл. 1640; в районі нинішньої вулиці Татарської), Різдва Богородиці (Варвари; бл. 1630; в районі перетину вулиць Богдана Хмельницького і Донецької, Катерини з жіночим монастирем василіанок (в околиці вул. Заводської), також вірменські храми Якова (в районі залізничного моста на вулиці Богдана Хмельницького поряд з давньою церквою Анни) і Хреста з монастирем.
Поки що львівські русини зберігали вплив і вже в XV ст. мали на Підзамчі друкарню при Онуфріївському монастирі, першу на території нинішньої України. У XVI ст. русини активізуються, ведуть громадську роботу у церковних братствах, що існували при всіх місцевих православних храмах. Сюди прибувають православні культурні діячі з-за кордону, зокрема Іван Федоров у 1572-му, організувавши власну приватну друкарню при Онуфріївському монастирі. 
Державна влада в особі львівських королівських старост намагалася обмежити вплив русинів Підзамча. Після поразки у Свидригайлових війнах ліквідовано 1434 рештки державної автономії Руського Королівства, зокрема руське право, натомість створено Руське воєводство. На його території почали заводити польське звичаєве право, в тому числі й на львівському Підзамчі. Вірмени, що проживали на цій дільниці, домоглися у короля підтвердження автономного самоврядування, яким користувалися вірмени в Середмісті. Ще у 1415 у кварталах навколо костелу Івана Хрестителя на Старому Ринку, який передали вірменам, була організована окрема вірменська Святоянська юридика, керована власним вірменським війтом. У першій половині XVII ст. виділено ще дві юридики, передані католицькому Домініканському монастиреві Божого Тіла — Тарнавку і Поріччя. Тарнавка займала територію за церквою Різдва Богородиці на схід поміж Знесінням, південною стороною Волинського шляху (орієнтовно між нинішніми №№ 94—106) і Високим Замком, межуючи з монастирем Івана Богослова. Поріччя локалізують між вулицями Замарстинівською, Дашкевича, Заводською і Бориславською, її розділяла на дві нерівні частини нинішня вулиця Ткацька (ця територія була заселена ткачами). З боку вулиці Дашкевича Поріччя межувало з потоком Замарстинівкою (від чого й назва). Обидві управлялися власними війтами. (Окрім юридики існував однойменний присілок Поріччя на Замарстинові, відомий з 1500 р.) Також існували юридики Зборовщина (по сусідству з Тарнавкою), Сенявщина (на західних схилах Високого Замку).
Через потік Замарстинівку по трасі дороги Замарстинівської було зведено Мурований міст, про який згадується 1655 року. Можливо, десь тоді Замарстинівку пустили в канал («Корито»).
Для потреб католицького населення Підзамча у 1637 засновано костел Мартина з військовим шпиталем і монастирем кармелітів черевичкових.
Ще від часів князя Лева на Підзамчі існувала жидівська громада зі синагогою, окремим кагальним правлінням і власними рабинами. Їх після Хмельниччини все активніше підтримує польська верхівка. В результаті руське населення бідніє, марґіналізується, втрачає вплив у місті, а згодом і чисельну перевагу. Частина полонізується — те саме відбувається і з вірменами. Занепадають вірменські церкви Анни і Якова, у 1740 згоріла церква Хреста з монастирем, в якому від 1664 розташовувалася вірмено-католицька Колегія театинів — її територію вірмени передали католицькому орденові лазаристів (місіонери Святого Вікентія де Поль), які після 1747 відбудували костел.
Бл. 1660 року по сусідству з монастирем Івана Богослова виник заміський цвинтар, на якому ховали померлих від чуми та інших епідемій. Ділянку на північному схилі Високого Замку виділила зі свого маєтку родина міщан Папарів. Тут ховали померлих від чуми, а також самогубців і дуелянтів, яких згідно з середньовічними переконаннями не могли ховати в освячену землю біля храму в межах міста.

## Жовківське передмістя
Після переходу Галичини у 1772 під владу Габсбургів ліквідовано окремі юридики Старостинську, Святоянську, Тарнавку, Поріччя, як і систему маґдебурзького права загалом, а на всій території створено Жовківське передмістя (Жовківську дільницю) під юрисдикцією львівської міської адміністрації (разом з іншими 4 адміністративними дільницями). На в'їзді до міста з цього боку встановлено дорожньо-митні застави (рогачки) — Жовківську (на перехресті сучасних вулиць Хмельницького і Волинської) та Замарстинівську біля Мурованого моста (перехрестя Замарстинівської і Хімічної).
У 1774 на колишній Старостинській юридиці стояло 188 християнських і 171 жидівський будинки.
Зі Середмістя на площу за Краківською брамою (нині Ярослава Осмомисла) бл. 1802 винесено базар (Краківський ринок) і поряд міську різню. У навколишніх кварталах велася активна торгова діяльність, згодом вони стали відомі своїми марґінальними й кримінальними елементами (Кракідали). Тут переважає єврейське населення, на всій території колишнього княжого посаду будується багато синагог, зокрема велика синагога реформістів Темпль на нинішньому Старому Ринку. З них збереглася лише синагога Якоб Глянцзер Шул на вулиці Вугільній.
Свідченням зменшення чисельності руського населення стало скасування кайзером Йозефом ІІ церков Теодора, Воскресіння, Введення, Різдва Богородиці, монастирів Івана Богослова і Катерини (Йосифінська касата), також давно занепав монастир Михаїла. У 1782 скасовано монастир лазаристів, приміщення якого віддали для потреб львівського гарнізону. Тут на початку XIX ст. зведено Малі касарні, в яких згодом розмістила військова тюрма; у приміщенні костелу Хреста містилася військова каплиця і діяв гарнізонний суд. Поряд на Замарстинівській,7 у 1824 збудовано Великі касарні.
За переписом 1823 року на Жовківській дільниці стояло 447 будинків. У 1900-му 57% населення Жовківського передмістя становили юдеї, 30% римо-католики, 16,5% — греко-католики.
11 листопада 1787 під Високим замком на перетині вулиць Замкової і Папарівки поблизу джерела, відомого з XVI ст. як королівське, явилася Діва Марія. Назва імовірно походить від Краківського королівського передмістя. Від джерела витікав потічок в сторону річки Полтви уздовж тодішньої вулиці Бічної Першої (згодом Студенна, нині площа Кринична перед станцією Підзамче).
Після декрету імператора Йозефа II від 11 грудня 1783 про впорядкування міських кладовищ біля колишнього морового цвинтаря на Папарівці наприкінці XVIII ст. організовано Жовківський цвинтар, окремий для цієї дільниці. Він існував недовго і був ліквідований у 1868 після рішення будувати тут залізничну станцію. Після цього Жовківська дільниця розростається в північно-східному напрямку. За межами Жовківської рогачки виникають численні промислові підприємства. У 1880-их Юзефом Бачевським сюди перенесено родинну ґуральню, яку розмістили на території колишнього палацу Цєлєцкіх, придбаного Бачевськими в 1856 — тут виникає велике лікеро-горілчане підприємство «J. A. Baczewski. Fabryka wódek, rozoli i likierów» (вул. Б. Хмельницького, №114—116). У липні 1901 в кінець нинішньої вулиці Промислової перенесено міську різню.  У 1910 на вулиці Ткацькій, 10 засновано фабрику цукерок і шоколаду «GZ» братів Гамера і Цимера («GaZet»). У 1920-их виникли три невеликі шкіряні фабрики «Мазега», «Палліс», «Таннер».
Одна із гілок першої черги львівського кінного трамваю у 1880-их була прокладена цією дільницею. У 1907 її було замінено на електричний трамвай. На вулиці Промисловій, 29 облаштовано третє трамвайне депо (тепер Трамвайне депо № 2 ЛКП «Львівелектротранс»).
Комісаріат (ляндвійтівський уряд) Жовківської дільниці наприкінці XIX ст. містився на вулиці Долинського, пізніше на Замарстинівській,26.
Після переходу Львова у 1918 до складу відновленої Польщі Жовківська дільниця зберегла свій статус. 
З часом до Львова приєднали згідно з розпорядженням Ради Міністрів Речі Посполитої від 10 квітня 1930 р. приміські громади: Замарстинова, Знесіння, Клепарів та Мале Голоско. У 13-14 столітті, вони мали статус приміських сіл, зокрема з XIII століття відоме поселення Клепарів.
У приміщенні Замарстинівської військової тюрми облаштовано Центральну військову в'язницю для військових комендатур південно-східних воєводств. За Перших совітів у 1939—1941 тут діяла Львівська тюрма НКВД № 2.
За Перших совітів ліквідовано попередній адміністративний устрій Львова. Жовківська дільниця разом із частиною Янівської дільниці та кількома недавно приєднаними селами (Замарстинів, Клепарів, Голоско, Збоїща) об'єднано у Шевченківський район, один із 4 тогочасних районів міста.
За нацистської окупації відновлено у 1942 Жовківську дільницю, щоправда під іншою назвою, як одну з 11-ти дільниць Львова. На частині її території, яка прилягала до Янівського передмістя,  Замарстинова і Клепарова на північ від залізничної колії, організовано Львівське ґетто, де утримувалося понад 130 тисяч євреїв. Частину їх знищили, частину вивезли в табір смерті Белжець. У процесі ліквідації Львівського ґетто 2—16 червня 1943 року євреї підняли повстання.

## У складі Шевченківського району
За Других совітів у 1944 остаточно ліквідовано Жовківську дільницю і відновлено Шевченківський район. В його межах у 1947 Краківський ринок перенесено на місце знищеного нацистами Старого єврейського цвинтаря на колишньому Краківському передмісті.
На території колишньої Жовківської дільниці виникають численні промислові підприємства. У серпні 1944 на базі ремонтно-механічної майстерні з ремонту парових котлів, майстерень з виготовлення дерев'яної тари та майстерні з виготовлення дерев'яних коліс створено завод дезінфекційного обладнання, який у 1966 перетворено на завод радіоелектронної медичної апаратури (РЕМА) (вул. Заводська,31). На базі фабрики «GaZet», перетвореної на соціалістичне підприємство «Більшовик», колишньої фабрики цукру, шоколаду та какао «Branka» (заснованої 1882 Маурицієм Брандштадтером на вулиці Шептицьких) і кількох менших підприємств, зокрема першої української фабрики цукерків «Фортуна Нова» (заснованої 1922 у Львові Климентиною Авдикович) у травні 1962 організовано кондитерську фабрику ««Червона троянда»», яку через 3 місяці перейменували на «Світоч» (Ткацька,10). На базі дрібних ательє у 1944 засновано Львівську швейну фабрику № 1, яку в червні 1962 перетворено у Львівську швейну фірму «Маяк» (Промислова, 27). Націоналізовані у 1939 шкіряні фабрики «Мазега», «Палліс», «Таннер» після 1944 об’єднано у державний шкірзавод № 3, перейменований у 1961 у шкіряну фірму «Світанок» (Промислова, 53). ВАТ «Сяйво» спеціалізується на виробництві побутової електроосвітлювальної арматури (Промислова, 25). На місці Нової різні створено Львівський м'ясокомбінат (Промислова, 54—56).
В 1960-х роках на пл. Криничній поруч із залізничним вокзалом «Підзамче» була відкрита Автостанція № 2(нині автовокзал «Північний»). У 1980-х цю автостанцію перенесли на околицю міста — вона розмістилася біля кінцевої зупинки трамвайного маршруту № 6 поруч із кільцевою розв’язкою вул. Ульянівської (нині Липинського), Б. Хмельницького, 225 та вул. Кукурудзяної. Одноповерхова будівля автостанції № 2, спроєктована і збудована 1979 року, має адресу вул. Б. Хмельницького, 225. У радянські часи автостанція № 2 — 3-го класу, була розрахована на 1000 пасажирів в добу і обслуговувала рейси в напрямку Буського, Бродівського, Жовківського, Кам’янко-Бузького, Радехівського та Сокальського районів. Окрім того, вона обслуговувала міжміські міжобласні рейси у напрямку Луцька, Ковеля та Рівного та міжреспубліканські в напрямку Бреста.
У 1999 на території колишнього Краківського ринку почав функціонувати ринок «Добробут».
Від 5 грудня 1998 як частина історичного центру Львова — квартали навколо вулиць Папарівки, Татарської, Заводської, Гайдамацької, Якова Остряниці, Караїмської, Стрімкої, Підзамче, Огіркової, Шкільної, Жовківської, Б.Хмельницького, внесений до списку світової спадщини ЮНЕСКО.

## Храми
- Церква Матері Божої Неустанної Помочі (УГКЦ)
- Церква Всіх Святих із монастирем Покрови Пресвятої Богородиці сестер студиток (УГКЦ)
- Церква Святого Миколая ПЦУ
- Церква Онуфрія з монастирем василіян (УГКЦ)
- Церква Воздвиження Чесного Хреста Господнього Університету внутрішніх справ (Замарстинівська,9)
- Релігійна громада церкви Християн Віри Євангельської «Жива Надія» (вулиця Папарівка,1)
- Церква Параскеви П'ятниці ПЦУ
- Дім молитви Першої львівської церкви Християн Віри Євангельської «Віфанія»

## Об'єкти
- Ринок «Добробут» (на місці колишнього Краківського ринку)[14]
- Меморіал пам’яті Героїв Небесної Сотні на початку вулиці Кривоноса (2019)
- Музей пам'яток стародавнього Львова (в приміщенні колишнього костелу Івана Хрестителя)
- Будинок Товариства єврейської культури імені Шолом-Алейхема (синагога Якоб Глянцер Шул)
- Нічний клуб «Малевич» (Malevich Night Club)[15]
- Корпус правничого факультету Університету внутрішніх справ (Замарстинівська,9)
- Міський палац культури імені Гната Хоткевича
- Пам'ятник жертвам Львівського гетто на проспекті Чорновола, де був головний вхід у гетто (1992)
- Залізничний Вокзал та станція Підзамче
- Джерело під Високим Замком[16]
- Нічний клуб «Ganok» на території колишнього заводу РЕМА.
- Артцентр «Фабрика Повидла» (Jam Factory Art Center) (вул. Богдана Хмельницького,124)[17][18]
- Lemberg (виставковий центр)
- Автовокзал «Північний» (колишня автостанція № 2) на розі вулиць Липинського і Б. Хмельницького
- Будівельний гіпермаркет «Епіцентр» на вул. Б. Хмельницького (218)

## Спорт
У школі № 20 відкрита секція кіокушинкай-карате.

## Галерея

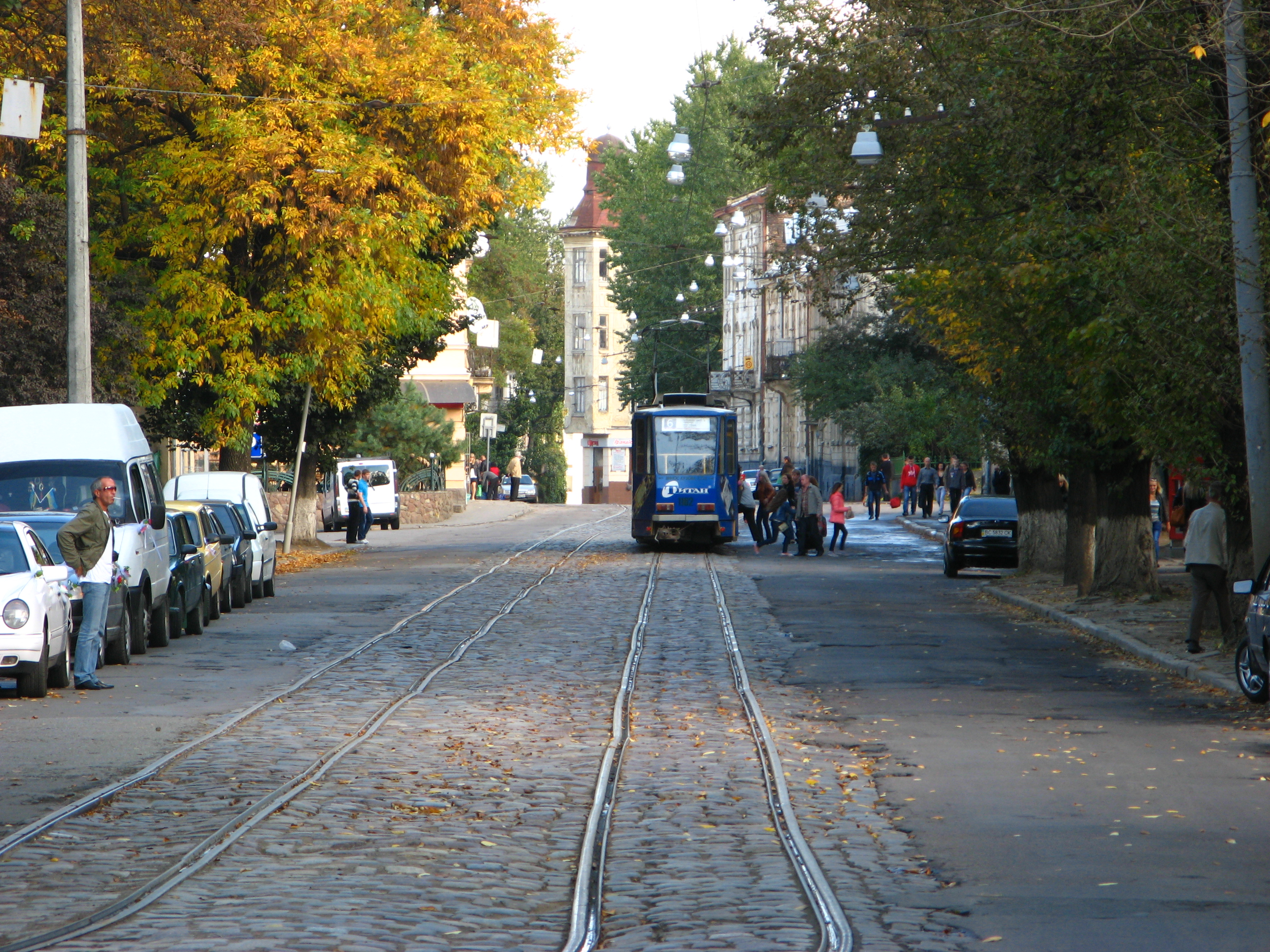
Трамвай № 6 на вулиці Богдана Хмельницького
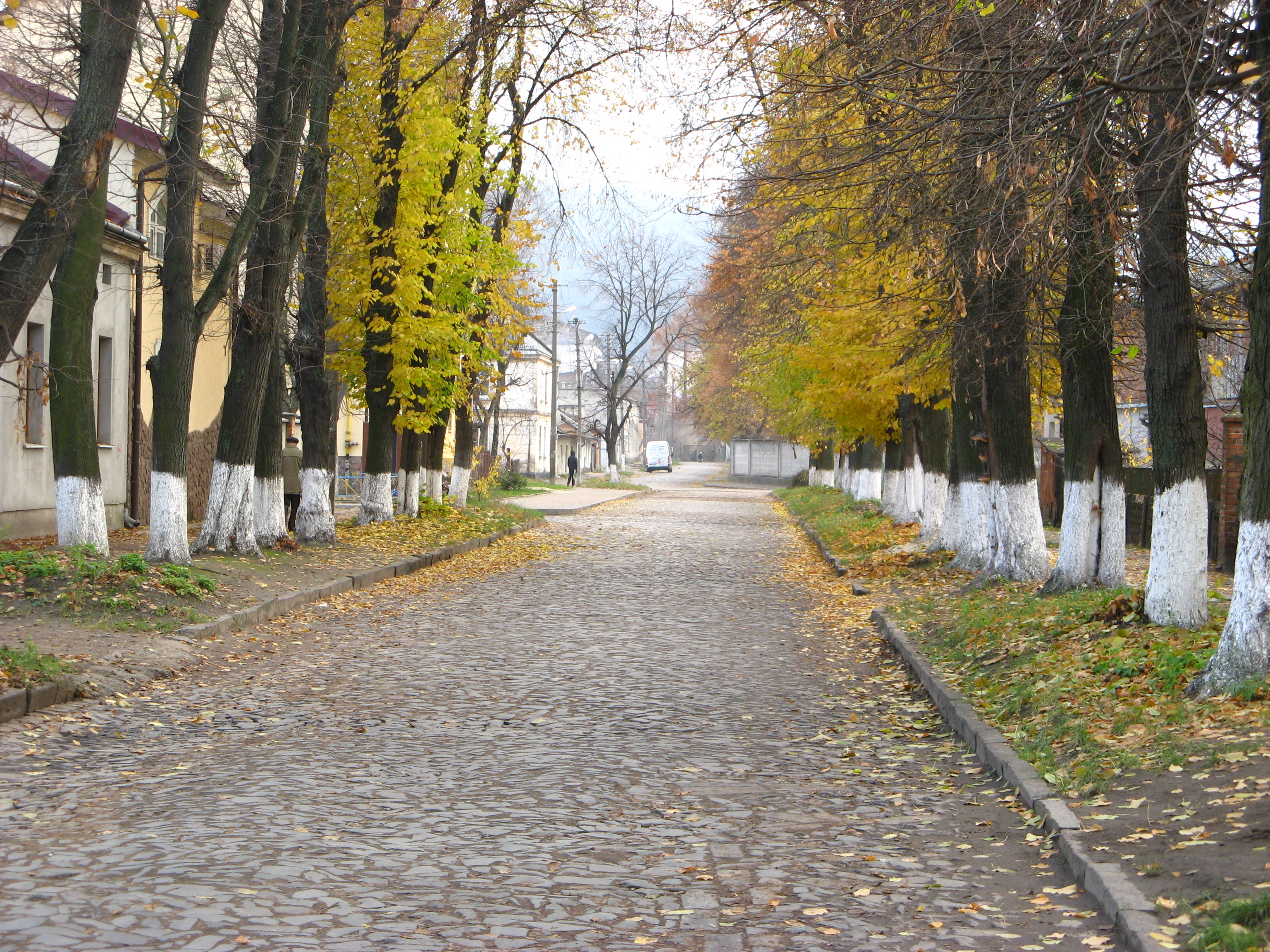
Вулиця Квітова
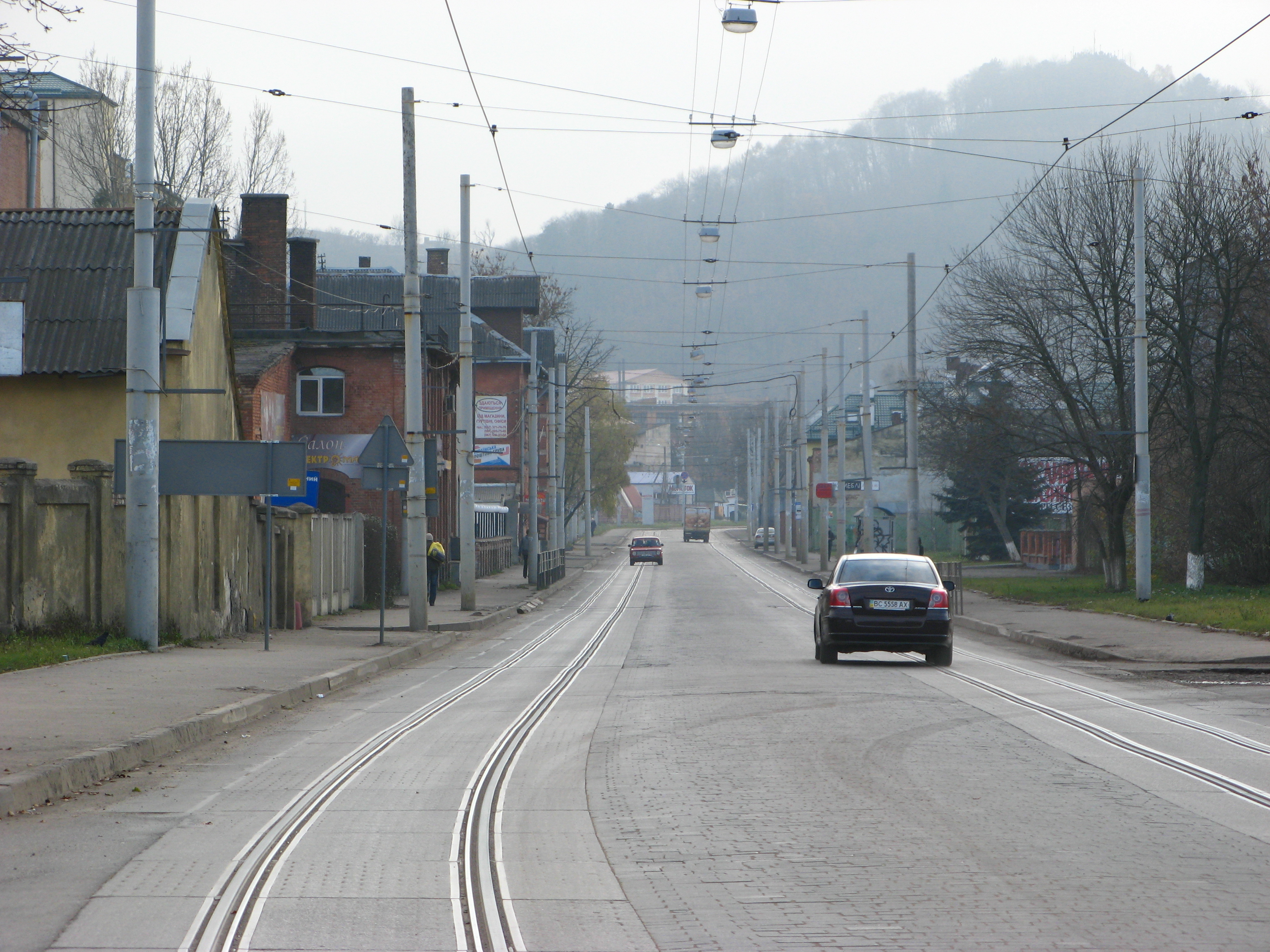
Вулиця Промислова